# Chironemus bicornis
Chironemus bicornis es una especie de pez del género Chironemus, familia Chironemidae. 

## Descripción
Fue descrita científicamente por Steindachner en 1898.

## Distribución
Se distribuye por el Pacífico Sudeste: islas Desventuradas y archipiélago Juan Fernández. Se alimenta principalmente de pequeños invertebrados. Puede alcanzar los 5 metros de profundidad.

## Clasificación
Está clasificada como una especie marina inofensiva para el ser humano.